# رؤیا (فیلم ۲۰۰۸)
رؤیا (انگلیسی: Dream) فیلمی به کارگردانی کیم کی دوک است که در سال ۲۰۰۸ منتشر شد. این فیلم مانند دیگر فیلم‌های کیم کی دوک، مملو از نماد است و پایان غیرمنتظره دارد. از بازیگران آن می‌توان به جو اوداگیری اشاره کرد.

## خلاصه فیلم
مردی به نام جین که در خواب‌هایش به دنبال معشوق ازدست رفته‌اش است، در یکی از رویاهایش سبب بروز یک سانحه رانندگی می‌شود، پس از بیداری به مکانی که رویایش در آن جا اتفاق افتاده بود می‌رود و در آنجا همان حادثه در واقعیت برای او تکرار می‌شود، اما این بار عاملی که باعث این سانحه می‌شود زنی به نام ران است. در طول فیلم جین پی می‌برد هر آنچه در رؤیای اوست در واقعیت توسط این زن انجام می‌شود.

## جوایز
| سال  | جایزه                        | دسته             | نامزدی     | نتیجه |
| ---- | ---------------------------- | ---------------- | ---------- | ----- |
| ۲۰۰۸ | جایزه انجمن منتقدان فیلم کره | بهترین کارگردانی | کیم کی دوک | برنده |